# Het mooiste dorp van Vlaanderen

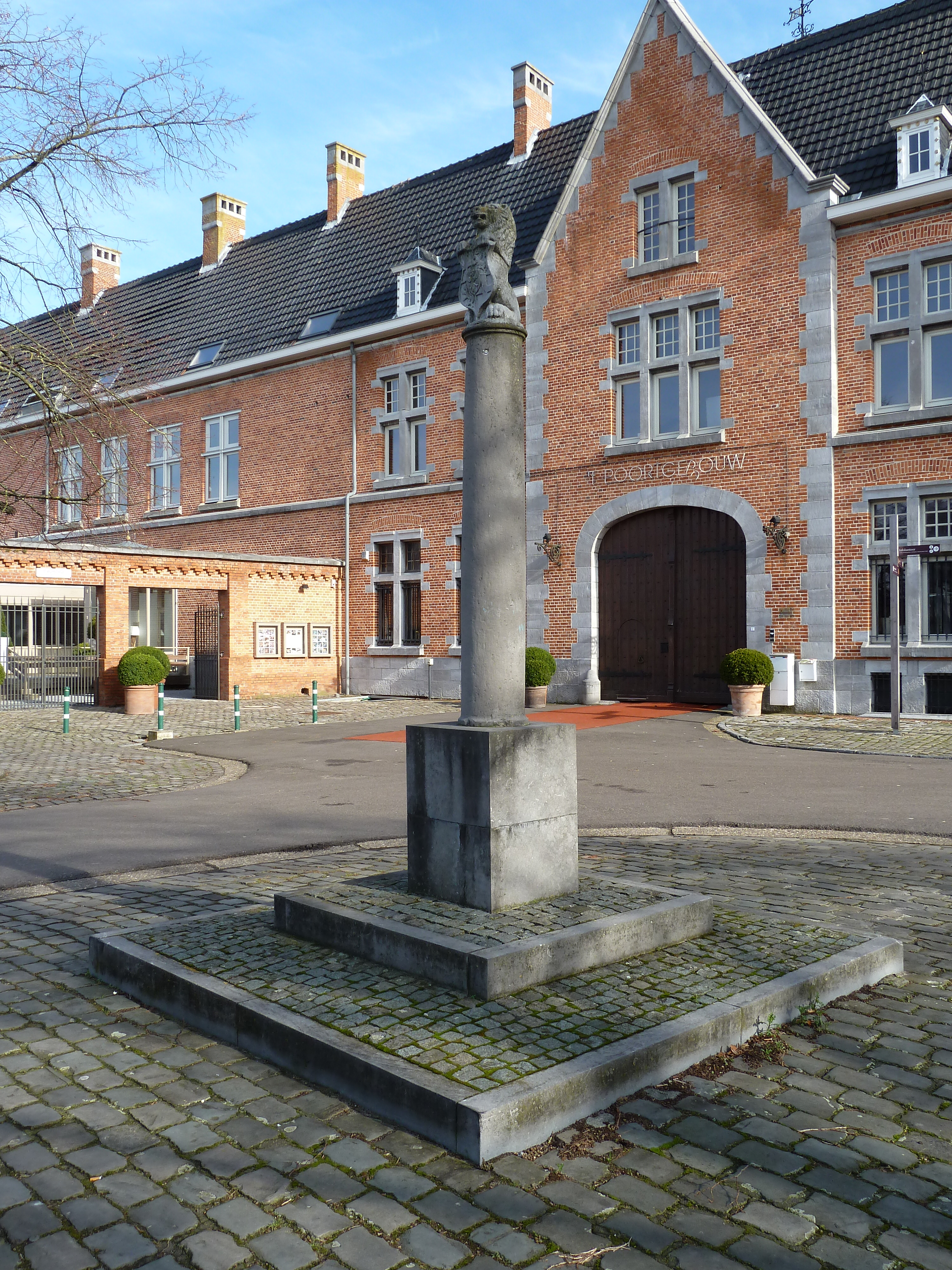
De schandpaal in Oud-Rekem

Het mooiste dorp van Vlaanderen was een verkiezing die in 2007 georganiseerd werd door Toerisme Vlaanderen. Hierbij werd door kijkers van de VRT en lezers van Het Nieuwsblad gekozen welk dorp zij het mooiste van Vlaanderen vonden.
Per provincie werden tien dorpen uitgekozen. Ze vormden de longlist voor de verkiezing van het mooiste dorp van Vlaanderen in 2007, waarbij Oud-Rekem (Limburg) als winnend dorp uit de bus kwam.
Bij de samenstelling van de lijst werd rekening gehouden met volgende criteria:
- Pittoresk karakter: authentiek dorpsplein, coherente architectuur
- Landelijke ligging: groene omgeving, mooie vergezichten
- Historisch aspect: legendes en verhalen, historische figuren, culturele activiteiten
- Vlaams Bourgondisch karakter: feestelijkheden, evenementen
- Toeristische en recreatieve activiteiten: wandel-en fietsroutes, musea

## Genomineerde dorpen
West-Vlaanderen
1. Oostkerke
2. Lissewege
3. De Haan
4. Koekelare
5. Stuivekenskerke
6. Beauvoorde
7. Houtem
8. Leisele
9. Watou
10. Kemmel

Oost-Vlaanderen
1. Watervliet
2. Bazel
3. Vlassenbroek
4. Deurle
5. Mullem
6. Dikkele
7. Velzeke
8. Roborst
9. Sint-Maria-Horebeke
10. Kwaremont

Vlaams-Brabant
1. Zichem
2. Wakkerzeel
3. Hakendover
4. Meldert
5. Beersel
6. Sint-Anna-Pede
7. Gaasbeek
8. Pepingen
9. Gooik
10. Onze-Lieve-Vrouw-Lombeek

Antwerpen
1. Heide (kern in Kalmthout)
2. Lillo-Fort
3. Hingene
4. Weert
5. Mariekerke
6. Sint-Amands
7. Gestel
8. Westerlo
9. Kasterlee
10. Baarle-Hertog

Limburg
1. Aldeneik
2. Leut
3. Oud-Rekem
4. Kanne
5. Sint-Martens-Voeren
6. Veurs
7. 's Herenelderen
8. Wintershoven
9. Gors-Opleeuw
10. Kuttekoven